# معاملة المثليين في أروبا
قد يواجه الأشخاص من المثليين والمثليات ومزدوجي التوجه الجنسي والمتحولين جنسياً (اختصاراً: LGBT) في أروبا وهي منطقة ذات حكم ذاتي داخل مملكة هولندا تحديات قانونية لا يواجهها غيرهم من المغايرين جنسيا. يعتبر النشاط الجنسي المثلي بين الرجال وبين النساء قانونيا في أروبا، لكن الأزواج المثليين الحاصلين على الجنسية الهولندية  يجب عليهم السفر إلى هولندا أو بلدياتها الخاصة للزواج والحماية القانونية للزواج ليست غير مشروطة. منذ أكتوبر 2016، أصبحت الشراكات المسجلة متاحة للشركاء المثليين والشركاء المغايرين.

## قانونية النشاط الجنسي المثلي
النشاط الجنسي المثلي قانوني في أروبا.

## الاعتراف القانوني بالعلاقات المثلية
كجزء من مملكة هولندا، أروبا ملزمة بالاعتراف بأن حالات زواج المثليين التي تم عقدها في هولندا صالحة. في البداية لم تعترف حكومة أروبا بحالات هذه، ولكن تم الطعن فيها من قبل زوجتين مثليتين تزوجتا قانونًا في هولندا ثم انتقلتا إلى الجزيرة. أُحيلت القضية إلى المحكمة العليا الهولندية، التي قضت في 13 أبريل 2007 بأن على الدول المكونة للمملكة أن تعترف بزواج بعضها البعض.
في أبريل 2015، وافق ممثلو البلدان الأربعة المكونة على أن الأزواج المثليين يجب أن يتمتعوا بحقوق متساوية في جميع أنحاء المملكة. في نفس الشهر تم تقديم مشروع قانون شراكة مسجل إلى البرلمان.
في 22 أغسطس 2016، قدمت ديزيري دي سوسا-كرويس، وهي عضوة برلمانية مثلية الجنس علنا، تزوجت من شريكتها المثلية في هولندا، مشروع قانون لتشريع الشراكات المسجلة. ومع ذلك، تم تأجيل التصويت على مشروع القانون إلى 8 سبتمبر 2016 لأن بعض أعضاء البرلمان ما زالوا بحاجة إلى وقت ليقرروا رأيهم.
في 8 سبتمبر 2016، صوت برلمان أروبا بأغلبية 11 صوتًا لصالح مقابل 5 أصوات ضد لتشريع الشراكات المسجلة (11-5). دخل القانون حيز التنفيذ في 10 أكتوبر 2016. الشراكات المسجلة مفتوحة لكل من الشركاء المثليين والشركاء المغايرين.

## ملخص
| قانونية النشاط الجنسي المثلي                                                                  | Yes                                                    |
| المساواة في السن القانوني للنشاط الجنسي                                                       | Yes                                                    |
| قوانين مكافحة التمييز في التوظيف                                                              | No                                                     |
| قوانين مكافحة التمييز في توفير السلع والخدمات                                                 | No                                                     |
| قوانين مكافحة التمييز في جميع المجالات الأخرى (تتضمن التمييز غير المباشر، خطاب الكراهية)      | No                                                     |
| قوانين مكافحة أشكال التمييز المعنية بالهوية الجندرية                                          | No                                                     |
| زواج المثليين                                                                                 | / (يتم الاعتراف بزواج المثليين الذي تم عقده في هولندا) |
| الاعتراف القانوني بالعلاقات المثلية                                                           | (منذ عام 2016)                                         |
| تبني أحد الشريكين للطفل البيولوجي للشريك الآخر                                                | No                                                     |
| التبني المشترك للأزواج المثليين                                                               | No                                                     |
| يسمح للمثليين والمثليات ومزدوجي التوجه الجنسي والمتحولين جنسيا بالخدمة علناً في القوات المسلحة | (هولندا مسؤولة عن الدفاع)                              |
| الحق بتغيير الجنس القانوني                                                                    | No                                                     |
| علاج التحويل محظور على القاصرين                                                               | No                                                     |
| الحصول على أطفال أنابيب للمثليات                                                              | No                                                     |
| الأمومة التلقائية للطفل بعد الولادة                                                           | No                                                     |
| تأجير الأرحام التجاري للأزواج المثليين من الذكور                                              | (غير قانوني للأزواج المغايرين كذلك)                    |
| السماح للرجال الذين مارسوا الجنس الشرجي التبرع بالدم                                          | No                                                     |